# Lysandra trisuavis
Lysandra trisuavis är en fjärilsart som beskrevs av Bright och Leeds 1938. Lysandra trisuavis ingår i släktet Lysandra och familjen juvelvingar. Inga underarter finns listade i Catalogue of Life.